# La Fête espagnole
La Fête espagnole ist ein 1919 entstandener, französischer Stummfilm von Germaine Dulac, gestaltet nach einem Drehbuch von Louis Delluc. Der Film wurde 1953 von dem Kritiker Georges Sadoul dank Dellucs Manuskript als die erste Kinoproduktion Frankreichs bezeichnet, die den Impressionismus als cineastische Kunstform etablierte.

## Handlung
In einer kleinen spanischen Stadt findet ein großes Fest statt. Angekommen sind auch die alten Freunde Miguélan und Réal. Gemeinsam erinnert man sich an die spanische Tänzerin Soledad, der beide in großer Zuneigung zugetan waren und die man hier wiedertreffen will. Obwohl keinem der beiden sonderlich zugetan, fordert Soledad die beiden um sie werbenden Männer auf, bis zum Tode des einen um sie zu kämpfen. Während beide Männer nun ihren heftigen Disput um die Schöne auszutragen beginnen, wendet sich die Tänzerin bereits einem anderen zu, dem jungen Juanito. Sie folgt ihm zum Stadtfest und erinnert sich an die schönen Jahre ihrer vergangenen Jugend, tanzt die ganze Nacht mit ihm und betrinkt sich.

## Produktionsnotizen
La Fête espagnole wurde noch während des Ersten Weltkriegs geplant. Die Dreharbeiten des Films erfolgten zwischen August und November 1919 in den Studios de la Victorine, die Uraufführung für Kritiker fand am 17. März 1920 statt. Massenstart für das Kinopublikum war einige Wochen später. Eine deutsche Premiere lässt sich nicht feststellen.
Hauptdarstellerin Ève Francis war die Ehefrau des Regisseurs Louis Delluc, der zu diesem Film lediglich das Drehbuch verfasste. Gaston David sorgte für die filmische Ausstattung.

## Kritiken
Die zeitgenössischen Kritiken stellten vor allem Dellucs Anteil am Film heraus, während Dulacs Inszenierungskunst wenig beachtet wurde. Die Nachkriegskritik relativierte jene Bevorzugung Dellucs. Nachfolgend mehrere Beispiele:
René Bizet äußerte sich 1921 in der Satirezeitschrift "Le Crapouillot" wie folgt: “Ich glaube es ist Louis Delluc, dem wir den besten Film des vergangenen Jahres schulden” und ergänzte später: “Mit seinem nüchternen Drehbuch und seiner Komposition hätte La Fête espagnole ein Meisterwerk werden können, wäre die Atmosphäre [des Films] besser gehandhabt worden”.
Jerzy Toeplitz 1895–1928 „Geschichte des Films“ schreibt: „Jedoch sind die proustschen Stimmungen in allen Szenarien und Filmen Dellucs enthalten, und die berühmte Sentenz Prousts von der „Minute, losgelöst von der zeitlichen Ordnung, die jeden Menschen von den Fesseln der Zeit befreit“, ist Grundlage und Achse der Konflikte in den Filmen La Fête espagnole ….“
In Kay Wenigers Das große Personenlexikon des Films ist in Germaine Dulacs Biografie Folgendes zu lesen: „Beeinflußt von dem Kollegen und Lehrmeister Louis Delluc, setzte Germaine Dulac vor allem mit der Gestaltung von … „La fête espagnole“ und dem fünf Jahre später aufgeführten „La souriante Madame Beudet“ gestalterische Maßstäbe. Ihre Inszenierungen zeigten mal impressionistische, mal surrealistische Elemente und zeigten Dulacs beachtliche Fähigkeiten beim Umgang mit den technischen Möglichkeiten (Doppelbelichtung, Zeitlupe, originelle Schnitttechnik etc.) des noch längst nicht ausgereiften Mediums Film.“
Georges Sadoul dekretierte in der Geschichte der Filmkunst knapp, dass zwar der Inhalt „dünn“ sei, dass aber Delluc und Dulac diese Geschichte als Vorwand benutzten, „um die exotische Atmosphäre Spaniens wiederzugeben“.